# Seznam památných stromů v okrese Jindřichův Hradec
Toto je seznam památných stromů v okrese Jindřichův Hradec, v němž jsou uvedeny památné stromy na území okresu Jindřichův Hradec.
| Název                              | Obrázek                                                                         | Umístění                                               | Druh                                               | Obvod [v cm] | Kód wikidata     | Galerie                                                          | Poznámka |
| ---------------------------------- | ------------------------------------------------------------------------------- | ------------------------------------------------------ | -------------------------------------------------- | ------------ | ---------------- | ---------------------------------------------------------------- | --- |
| Lípa u hájovny Kopce               |                                                                                 | Bednárec                                               | lípa malolistá                                     | 458          | 102934 Q26787953 |                                                                  | 36 m vysoká lípa roste za hájovnou Kopce na louce přecházející v ovocný sad, na vrcholu stoupání silnice směrem na Jarošov nad Nežárkou. |
| Borecký dub                        |                                                                                 | Bílkov                                                 | dub letní                                          | 470          | 102912 Q26787934 | Kategorie „Borecký dub“ na Wikimedia Commons                     | 25 metrů vysoký dub roste na pravém břehu Vápovky pod Borkem, blízko bývalého brodu. |
| Mutyňská pláňka                    |                                                                                 | Blažejov                                               | hrušeň planá                                       |              | 106247 Q73601789 |                                                                  | Ve dvoře domu č.p. 13 v Mutyněvsi. |
| Krčínův dub                        |                                                                                 | Branná (Třeboň)                                        | Dub letní                                          | 640          | 105900 Q8549563  |                                                                  | 20 metrů vysoký dub roste na hrázi zaniklého rybníka Hrádeček. |
| Dub u Velkého Stavidla             | Dub na hrázi rybníka Velké stavidlo u Třeboně.                                  | Branná (Třeboň) 48°59′5″ s. š., 14°47′17″ v. d.        | dub letní                                          | 660          | 103003 Q26788002 |                                                                  | 22 metrů vysoký dub roste na levém břehu Zlaté stoky a hrází rybníka Velké Stavidlo. |
| Dub u Dolního Zlatníka             | Dub stojí u rybníka Dolní Zlatník.                                              | Břilice 48°59′34″ s. š., 14°42′46″ v. d.               | dub letní                                          | 550          | 102982 Q26787984 |                                                                  | 20 metrů vysoký dub roste u cesty ke Spolskému mlýnu u rybníka. |
| Jilmy v Budči †                    |                                                                                 | Budeč                                                  | jilm horský (2)                                    | 375          | 105040 Q26778993 | Kategorie „Dvojice jilmů v Budči“ na Wikimedia Commons           | Dvojice jilmů (330 a 375 cm) roste v intravilánu obce na výjezdu směrem na Radkovice u č. 32. Poznámka: V DRUSOPu nesou házev Dvojice jilmů v Budči |
| Jasan v Budkově                    |                                                                                 | Budkov u Střížovic                                     | jasan ztepilý                                      | 747          | 102955 Q26787967 |                                                                  | 27 metrů vysoký jasan roste na okraji obce v zahradě u statku při zátoce rybníka Hejtman. |
| Borovice u rybníčku                |                                                                                 | Buk u Jindřichova Hradce                               | borovice lesní                                     | 260          | 102939 Q26787957 |                                                                  | 14 metrů vysoká borovice roste u prvního rybníčku na kaskádě rybníků severozápadně za Políknem. |
| Dub v Buku                         |                                                                                 | Buk u Jindřichova Hradce                               | dub letní                                          | 373          | 104651 Q26789309 |                                                                  | 25 metrů vysoký dub roste na okraji obce u rybníka za č. 25. |
| Vrba za Políknem †                 |                                                                                 | Buk u Jindřichova Hradce                               | vrba křehká                                        | 70           | 102920 Q26787939 |                                                                  | 10 metrů vysoká vrba rostla na hrázi Králova rybníčka severozápadně od Políkna, u prvního rybníčku na kaskádě; rozvětvená do 11 kmenů. Ochrana zrušena 04.10.2020 |
| Velenický klen                     |                                                                                 | České Velenice                                         | javor klen                                         | 445          | 102968 Q26787973 |                                                                  | 18 metrů vysoký klen roste na okraji ulice Čsl. legií, jihozápadně cca 400 m od hraničního přechodu. |
| Lípy na hrázi rybníka v Rudolci    |                                                                                 | Český Rudolec                                          | lípa malolistá (7)                                 | 540          | 103023 Q26791051 | Kategorie „Lípy na hrázi rybníka v Rudolci“ na Wikimedia Commons | 7 lip (275–540 cm, 18–20 m, 250–300 let) roste na hrázi Mlýnského rybníka podél zpevněné komunikace. |
| Lípy u Rudoleckého kostela         | Lípy u Rudoleckého kostela                                                      | Český Rudolec                                          | lípa malolistá (1) lípa velkolistá (3)             | 389          | 103022 Q26778989 | Kategorie „Lípy u Rudoleckého kostela“ na Wikimedia Commons      | 4 lípy (z toho 3 velkolisté) rostou v obci před kostelem; obvod kmenů: 260 cm, 389 cm, 324 cm, 363 cm. |
| Dub na sídlišti v Dačicích         |                                                                                 | Dačice                                                 | dub letní                                          | 530          | 102908 Q26787931 |                                                                  | Strom roste v Jiráskově ulici. |
| Lípy u Vraždy                      | Lípa u Vraždy                                                                   | Dačice                                                 | lípa malolistá (2)                                 |              | 103021 Q26778986 |                                                                  | 2 lípy rostly u hráze rybníka Vražda u křížku. Roku 2012 existuje už jen jedna. |
| Děbolínský jilm †                  |                                                                                 | Děbolín                                                | jilm vaz                                           | 238          | 102936 Q26787955 |                                                                  | 25 metrů vysoký jilm rostl v centru obce na dvoře u č. 18. Strom stále požívá ochrany, fakticky již neexistuje (2012). |
| Dub červený v Děbolíně             |                                                                                 | Děbolín                                                | dub červený                                        | 350          | 104616 Q26789284 |                                                                  | 22 metrů vysoký a 200 let starý dub roste v zahradě u č. 58 v Děbolíně. |
| Lípa před Deštnou                  |                                                                                 | Deštná                                                 | lípa malolistá                                     | 374          | 102921 Q26787940 |                                                                  | 22 m vysoká lípa roste vlevo od silnice z Jindřichova Hradce před benzinovou stanicí na rozcestí s polní cestou. |
| Dvojice dubů v Deštné u č.p. 164   |                                                                                 | Deštná 49°15′53″ s. š., 14°55′43″ v. d.                | dub letní dub cer                                  | 300 345      | 106445           |                                                                  | V JV části obce, v blízkosti vodního toku Strouha. |
| Dub červený v Dolní Pěně †         |                                                                                 | Dolní Pěna                                             | dub červený                                        | 430          | 102918           |                                                                  | 23 metrů vysoký dub roste za humny u č. 13. Mimo proschlé větve bez známek poškození. Ochrana stromu zrušena 25. dubna 2005. |
| Lípy v Dolní Pěně                  | Lípy v Dolní Pěně                                                               | Dolní Pěna                                             | lípa malolistá (3)                                 | 393          | 102931 Q26779016 |                                                                  | 3 lípy (316/393/319 cm, 29/30/28 m, 200 let) rostou v centru obce u statku č 19. |
| Hrušeň v Dolní Radouni             |                                                                                 | Dolní Radouň                                           | hrušeň obecná                                      | 410          | 102971 Q26787977 |                                                                  | 20 metrů vysoká hrušeň roste u zemědělského stavení č. 20 na okraji zahrady u cesty. Roku 2013 se probojovala do finále ankety Strom roku. |
| Vršské doubí                       | Sedm dubů vršského doubí.                                                       | Domanín u Třeboně 48°59′25″ s. š., 14°46′ v. d.        | dub letní (14)                                     | 604          | 102961 Q26779029 |                                                                  | 14 dubů roste na louce na západním břehu Opatovického rybníka, cca 100 m od jeho okraje; obvody kmenů: 464 cm až 604 cm. |
| Hatínský buk †                     |                                                                                 | Hatín                                                  | buk lesní                                          | 470          | 102999 Q8548430  |                                                                  | 30 metrů vysoký buk rostl u rybníka Holná, u křižovatky na Hatín a Vydýmač, u odbočky do Evženova udolí. Ochrana stromu zrušena 13. ledna 2010, torzo stromu v rozkladu hrozilo pádem. |
| Hatínský klen †                    |                                                                                 | Hatín                                                  | javor klen                                         | 565          | 103020 Q8548457  |                                                                  | 25 metrů vysoký klen rostl při silnici u č. 2. Také známý jako Javor Marie Terezie. Podrobnosti v článku. |
| Jemčinská lípa †                   |                                                                                 | Hatín                                                  | lípa malolistá                                     | 851          | 102978 Q8548581  | Kategorie „Jemčinská lípa“ na Wikimedia Commons                  | Lípa rostla mezi Nežárkou a zámkem Jemčina, kmen a koruna zanikly roku 2006, ale kořeny vymlazují. Ochrana zrušena 13. ledna 2010. Informační tabule v místě, poblíž vysazena nová lípa |
| Dub u Zadního dvora 1              |                                                                                 | Hatín 49°6′30″ s. š., 14°49′8″ v. d.                   | dub letní                                          | 550          | 102983 Q26787985 |                                                                  | 20 metrů vysoký dub roste u Zadního dvora a Nežárky za vodojemem. |
| Dub u Zadního dvora 2              |                                                                                 | Hatín 49°6′27″ s. š., 14°49′8″ v. d.                   | dub letní                                          | 670          | 102984 Q26787986 |                                                                  | 22 metrů vysoký dub roste u Zadního dvora a Nežárky za vodojemem. |
| Dub u Zadního dvora 3              |                                                                                 | Hatín 49°6′26″ s. š., 14°49′8″ v. d.                   | dub letní                                          | 580          | 102985 Q26787987 |                                                                  | 18 metrů vysoký dub roste u Zadního dvora a Nežárky za vodojemem. |
| Dub u Zadního dvora 4              |                                                                                 | Hatín 49°6′25″ s. š., 14°49′21″ v. d.                  | dub letní                                          | 590          | 102986 Q26787988 |                                                                  | 21 metrů vysoký dub roste na okraji lesa u Zadního dvora poblíž vodojemu. |
| Dub u Zadního dvora 6              |                                                                                 | Hatín 49°6′2″ s. š., 14°50′1″ v. d.                    | dub letní                                          | 540          | 102988 Q26787990 |                                                                  | 24 metrů vysoký dub roste na rozhraní polí a lesa mezi N. Dvorem a Jemčinou. |
| Jemčinská alej                     |                                                                                 | Hatín 49°5′44″ s. š., 14°51′24″ v. d.                  | lípa malolistá (9)                                 |              | 102973 Q27891647 | Kategorie „Památné stromořadí Jemčina“ na Wikimedia Commons      | Oboustranná alej z Jemčiny na Šimanov, 9 stromů vyhlášeno za památné. |
| Dub u Zadního dvora 5              |                                                                                 | Hatín 49°6′16″ s. š., 14°49′34″ v. d.                  | dub letní                                          | 560          | 102987 Q26787989 |                                                                  | 22 metrů vysoký dub roste na okraji lesa u Zadního dvora a Nežárky. |
| Veledub                            |                                                                                 | Hatín 49°5′46″ s. š., 14°50′9″ v. d.                   | dub letní                                          | 850          | 102989 Q8549436  | Kategorie „Veledub“ na Wikimedia Commons                         | na louce u Nežárky za zámečkem Jemčina |
| Smrky u Heřmanče                   | Pařezy po smrcích u Heřmanče                                                    | Heřmaneč                                               | smrk ztepilý (2)                                   | 334          | 102952 Q26779023 |                                                                  | 2 smrky (334/314 cm, 30/28m, 150 let) rostly v mělkém údolí na pravém břehu Pstruhového potoka. Stromy zanikly v blíže neurčené době, jejich ochrana dosud nebyla zrušena. |
| Novořecká dubová alej              | Stomořadí u Nové řeky                                                           | Holičky u Staré Hlíny                                  | dub letní (96)                                     |              | 102975 Q26779026 | Kategorie „Stomořadí u Nové řeky“ na Wikimedia Commons           | 88 z původně 96 vyhlášených dubů roste na hrázi Nové řeky od Splavů po Leštinu. |
| Dub u Nového Vdovce                |                                                                                 | Holičky u Staré Hlíny 49°1′51″ s. š., 14°50′ v. d.     | dub letní                                          | 690          | 102991 Q26787992 |                                                                  | 20 metrů vysoký dub rostl pod hrází rybníka. Zbývá z něj pouze mrtvý kmen. |
| Kleny v Horním Poli                |                                                                                 | Horní Pole                                             | javor klen (2)                                     | 430          | 104606 Q26779021 |                                                                  | 2 stromy. |
| Hrušeň u pily                      |                                                                                 | Horní Radouň                                           | hrušeň obecná                                      | 282          | 105282 Q26789763 |                                                                  | 12 metrů vysoká hrušeň roste u v obci, na mírně svažitém pozemku u č. 12. |
| Chlaňův buk                        |                                                                                 | Horní Radouň                                           | buk lesní                                          | 495          | 103016 Q26788015 |                                                                  | 19 metrů vysoký buk roste na jihozápadním okraji pole na mezi u lesní cesty západně směrem z obce na Světce. |
| Slatinská lípa                     |                                                                                 | Horní Slatina                                          | lípa velkolistá                                    | 430          | 105152 Q26789703 | Kategorie „Slatinská lípa“ na Wikimedia Commons                  | Lípa roste na farní zahradě u kostela sv. Jiljí v Horní Slatině. |
| Dub u Zájezku                      |                                                                                 | Chlum u Třeboně 48°57′13″ s. š., 14°54′58″ v. d.       | dub letní                                          | 550          | 102979 Q26787981 | Kategorie „Dub u Zájezku“ na Wikimedia Commons                   | 22 metrů vysoký dub roste na hrázi rybníka Zájezek, těsně u výpusti, vlevo od cesty přes hráz. |
| Buk u olejny †                     |                                                                                 | Jindřichův Hradec                                      | buk lesní                                          | 450          | 102922 Q26787941 |                                                                  | 25 metrů vysoký buk rostl ve zpustlém lesoparku 10 m od okrajové budovy olejny. Zanikl počátkem roku 2025, ochrana jako památného stromu dosud nebyla zrušena. |
| Jasan v Husových sadech            |                                                                                 | Jindřichův Hradec                                      | jasan ztepilý                                      | 442          | 102956 Q26787968 |                                                                  | 26 metrů vysoký jasan roste ve spodní části parku Husovy sady u okružní cesty kolem památníku mistra Jana Husa. |
| Jilm u Cvildovského rybníka        |                                                                                 | Jindřichův Hradec                                      | jilm vaz                                           | 392          | 102950 Q26787964 |                                                                  | 25 metrů vysoký jilm roste u rybníka Cvildovský vedle venkovského stavení. |
| Kaštan v Jarošovské ulici          |                                                                                 | Jindřichův Hradec                                      | jírovec maďal                                      | 324          | 102967 Q26787972 |                                                                  | 10 metrů vysoký kaštan roste v zahradě u domu č. 52. |
| Lípa a klen u sv. Václava          |                                                                                 | Jindřichův Hradec                                      | javor klen (1) lípa malolistá (1)                  | 500          | 102941 Q26779008 |                                                                  | Lípa a klen rostou na místním hřbitově v zadní části a vpravo od vchodu. |
| Lípa na Sládkově kopci             |                                                                                 | Jindřichův Hradec                                      | lípa malolistá                                     | 353          | 102954 Q26787966 |                                                                  | 20 m vysoká lípa roste u kapličky v proláklině svahu od návrší s kostelem svatého Jakuba. |
| Lípa u kláštera minoritů †         |                                                                                 | Jindřichův Hradec                                      | lípa malolistá                                     | 274          | 102958           |                                                                  | 28 m vysoká lípa rostla ve dvoře kláštera. Uschla, ochrana byla roku 2013 zrušena a lípa pokácena. |
| Lípa u nádraží †                   |                                                                                 | Jindřichův Hradec                                      | lípa malolistá                                     | 508          | 102970 Q26787976 |                                                                  | 22 m vysoká lípa rostla lipové aleji podél bývalé pěšiny k lávce u nákladového nádraží u zděné budovy. Ochrana stromu zrušena 27. července 2022 |
| Lípa u stínadla †                  |                                                                                 | Jindřichův Hradec                                      | lípa malolistá                                     | 390          | 103014 Q26788013 |                                                                  | 12 metrů vysoká lípa rostla na křižovatce silnice do Buku s polní cestou u křížku. Strom stále požívá ochrany, fakticky již několik let neexistuje (2012). |
| Lípa zdravotní školy               |                                                                                 | Jindřichův Hradec                                      | lípa velkolistá                                    | 285          | 102942 Q26787958 |                                                                  | 22 metrů vysoká lípa roste na zahradě zdravotní školy. |
| Lípy u lesoparku                   |                                                                                 | Jindřichův Hradec                                      | lípa malolistá (3)                                 | 537          | 102913 Q26779004 |                                                                  | 3 lípy (480/386/537 cm, 25/24/26 m, 250/250/300 let) rostou na jižní straně lesoparku při ohradní kamenné zdi. Stromy jsou vitální, neudržované, v koruně mají suché větve. Původní návrh byl podán na ochranu 4 lip, jedna (325 cm) byla během řízení z bezpečnostních důvodů v dubnu 2003 poražena. |
| Lípy v Lišném Dvoře                | Lípy v Líšném dvoř                                                              | Jindřichův Hradec                                      | lípa malolistá (2)                                 | 400          | 102937 Q26779007 |                                                                  | 2 lípy (220/400 cm, 21/24 m, 200 let) rostou na křižovatce hlavní silnice směrem na Políkno a odbočky kolem stavení ZD Lišný Dvůr směr Horní Žďár u kapličky. |
| Tis a lípy u servisu               |                                                                                 | Jindřichův Hradec                                      | tis červený (1) lípa malolistá (3)                 | 305          | 102965 Q26779011 |                                                                  | Tis (dvacetikmen, obvod nejsilnějšího kmene 35 cm, výška 6 m, věk 150–200 let) a lípy (237/305/227 cm, 25/27/24 m, 200 let) rostou v lesoparku uvnitř areálu AR servisu na okraji jižní části. |
| Tisy a bříza u kapličky †          |                                                                                 | Jindřichův Hradec                                      | tis červený (2) bříza bělokorá (1)                 | 200          | 102964           |                                                                  | 2 tisy (82/86 cm, 6 m, 150 let) a bříza (200 cm, 22 m, 150 let) rostou v jižní části trojúhelníkového výběžku areálu kolem kapličky u AR servisu. Po vyvrácení břízy byla 7. 11. 2012 ochrana celé skupiny zrušena.                                                                                   |
| Vrba u Nežárky                     |                                                                                 | Jindřichův Hradec                                      | vrba křehká                                        | 520          | 102945 Q26787959 |                                                                  | 14 metrů vysoká vrba roste v údolní nivě Nežárky pod gymnasiem na hřišti. |
| Červenolhotská alej                |                                                                                 | Jižná                                                  | lípa malolistá (15)                                | 646          | 102943 Q26791009 |                                                                  | 15 lip v aleji u Červené Lhoty směrem od Dešťné. |
| Kryzánků klen                      |                                                                                 | Kamenný Malíkov                                        | javor klen                                         | 315          | 104367 Q26789259 |                                                                  | 25 metrů vysoký klen roste u vesnického stavení, významná krajinná dominanta. |
| Buk před zámkem                    |                                                                                 | Kardašova Řečice                                       | buk lesní                                          | 446          | 102951 Q26787965 |                                                                  | 34 metrů vysoký buk roste u příjezdové cesty k zámku po levé straně za ubytovací nízkou budovou, v rohu levé části zahrady. |
| Zámecká zahrada v Kardašově Řečici |                                                                                 | Kardašova Řečice                                       | dub letní (11) buk lesní (1)                       | 460          | 102963 Q26779003 |                                                                  | 12 stromů v zámecké zahradě (11 dubů, 1 buk), obvody kmenů od 330 cm do 460 cm. Celá zahrada je součástí vyhlášeného VKP. |
| Dub u Karštejna 1                  |                                                                                 | Kardašova Řečice 49°8′18″ s. š., 14°48′27″ v. d.       | dub letní                                          | 590          | 103000 Q26787999 |                                                                  | 22 metrů vysoký dub roste u Karštejna na hrázi zrušeného rybníka. |
| Dub u Karštejna 2                  |                                                                                 | Kardašova Řečice 49°8′12″ s. š., 14°48′30″ v. d.       | dub letní                                          | 720          | 103013 Q26788012 |                                                                  | 29 metrů vysoký dub roste na hrázi zrušeného rybníka. |
| Dub u Karštejna 3                  |                                                                                 | Kardašova Řečice 49°8′11″ s. š., 14°48′29″ v. d.       | dub letní                                          | 470          | 103012 Q26788011 |                                                                  | 19 metrů vysoký dub roste v lesní školce poblíž křižovatky u Karštejna. |
| Dub u Podsedku 1                   |                                                                                 | Kardašova Řečice 49°7′34″ s. š., 14°48′48″ v. d.       | dub letní                                          | 520          | 103019 Q26788018 |                                                                  | 24 metrů vysoký dub roste na hrázi bývalého rybníka Podsedek. |
| Dub u Podsedku 2                   |                                                                                 | Kardašova Řečice 49°7′34″ s. š., 14°48′46″ v. d.       | dub letní                                          | 530          | 103018 Q26788017 |                                                                  | 25 metrů vysoký dub roste na hrázi bývalého rybníka Podsedek. |
| Dub u Podsedku 3                   |                                                                                 | Kardašova Řečice 49°7′35″ s. š., 14°48′42″ v. d.       | dub letní                                          | 520          | 103015 Q26788014 |                                                                  | 24 metrů vysoký dub roste na hrázi bývalého rybníka Podsedek. |
| Dub u rybníka Malý Závistivý       |                                                                                 | Kardašova Řečice 49°8′28″ s. š., 14°48′13″ v. d.       | dub letní                                          | 590          | 102976 Q26787979 |                                                                  | 25 metrů vysoký dub roste u rybníka Malý Závistivý před Karštejnem, z návodní strany levý krajní. |
| Lípa u Podsedku                    |                                                                                 | Kardašova Řečice 49°7′32″ s. š., 14°48′56″ v. d.       | lípa malolistá                                     | 440          | 103017 Q26788016 |                                                                  | 27 metrů vysoká lípa roste na hrázi bývalého rybníka Podsedek. |
| Klášterská lípa                    |                                                                                 | Klášter 49°1′23″ s. š., 15°9′32″ v. d.                 | lípa velkolistá                                    | 704          | 105661 Q26790221 |                                                                  | 24 m vysoká lípa roste v obci u vchodu do kostela Nejsvětější Trojice. |
| Lípa u Klášterského rybníka        |                                                                                 | Klášter 49°1′21″ s. š., 15°9′33″ v. d.                 | lípa velkolistá                                    | 540          | 105660 Q26790220 |                                                                  | 22 m vysoká lípa roste v obci cca 40 m od kostela směrem k č. 14. |
| Stromořadí za Kostelní Radouní     |                                                                                 | Kostelní Radouň                                        | třešeň ptačí (2) hrušeň planá (2) jabloň lesní (1) | 245          | 104695 Q26790998 |                                                                  | 5 ovocných stromů zbylých ze stoleté aleje roste na západní straně obce Kostelní Radouň podél polní cesty k lesu. 2× hrušeň (171/190 cm), 2× třešeň (245/146 cm) a jabloň (219 cm). |
| Karmelitánská hruška               |                                                                                 | Kostelní Vydří 49°6′7″ s. š., 15°25′16″ v. d.          | hrušeň obecná                                      | 278          | 106400           |                                                                  | Východně od kláštera karmelitánů |
| Karmelitánské lípy                 |                                                                                 | Kostelní Vydří                                         | lípa malolistá (7)                                 |              | 102905 Q26790997 |                                                                  | 7 lip roste v areálu kláštera, jihozápadně od kostela. |
| Lípa v Kostelním Vydří             |                                                                                 | Kostelní Vydří                                         | lípa malolistá                                     | 549          | 103011 Q26788010 |                                                                  | 20 metrů vysoká lípa roste vlevo před bránou do areálu kostela. |
| Lípa u fary (Kunžak)               |                                                                                 | Kunžak                                                 | lípa malolistá                                     | 460          | 102923 Q26787942 |                                                                  | 35 m vysoká lípa roste ve farní zahradě u kostela svatého Bartoloměje. |
| Lípy u Kříže                       |                                                                                 | Kunžak                                                 | lípa malolistá (2)                                 | 315          | 102919 Q26779000 |                                                                  | 2 lípy (315/308 cm, 28/27 cm, 200 let) rostou uprostřed hřbitova napravo od vstupní cesty u kříže. |
| Borovice u Sosny                   |                                                                                 | Lásenice                                               | borovice lesní                                     | 360          | 102926 Q26787944 |                                                                  | 15 metrů vysoká borovice roste v lokalitě za humny severně od obce napravo od polní cesty na hrázi prvního rybníka z kaskády lučních rybníků. |
| Klen u fary                        |                                                                                 | Lodhéřov                                               | javor klen                                         | 305          | 102927 Q26787948 |                                                                  | 28 metrů vysoký klen roste na okraji svahu u cesty k faře. |
| Lípa ZD Lodhéřov                   |                                                                                 | Lodhéřov                                               | lípa malolistá                                     | 600          | 102959 Q26787970 |                                                                  | 33 metrů vysoká lípa roste v areálu ZD vlevo od první budovy u oplocení. |
| Lodhéřovské lípy                   | Lodhéřovské lípy                                                                | Lodhéřov                                               | lípa malolistá (2)                                 | 386          | 103010 Q26778998 |                                                                  | 2 lípy (324/386 cm, 23/24 m, 250–300 let) rostou na vrcholu schodiště vedoucího ke kostelu a faře |
| Dub u Velkého Tisého               |                                                                                 | Lomnice nad Lužnicí 49°4′5″ s. š., 14°42′44″ v. d.     | dub letní                                          | 590          | 102977 Q26787980 | Kategorie „Dub u Velkého Tisého“ na Wikimedia Commons            | 24 metrů vysoký dub roste na hrázi Velkého Tisého u sádek Šaloun. |
| Dub na rozcestí                    |                                                                                 | Lutová 48°58′26″ s. š., 14°55′10″ v. d.                | dub letní                                          | 530          | 102906 Q26787930 |                                                                  | 25 metrů vysoký dub roste na křižovatce silnice Lutová – Chlum u Třeboně a lesní cestou směrem na rybník Starý Kanclíř. |
| Lípa u Planinského rybníka         |                                                                                 | Lutová 48°58′55″ s. š., 14°55′11″ v. d.                | lípa malolistá                                     | 480          | 102998 Q26787998 |                                                                  | 30 m vysoká lípa roste v poli asi 200 m vlevo od mostku přes silnici Lutová-Chlum u Třeboně. |
| Majdalenský dub                    | Dub u motorestu                                                                 | Majdalena 48°57′6″ s. š., 14°52′8″ v. d.               | dub letní                                          | 690          | 102996 Q26787997 | Kategorie „Majdalenský dub“ na Wikimedia Commons                 | 23 metrů vysoký dub roste vlevo před odbočkou na Chlum, proti nádraží. Také známý jako Dub u motorestu. |
| Akát u Moudrých                    |                                                                                 | Malíkov nad Nežárkou                                   | trnovník akát                                      | 380          | 104840 Q26789430 |                                                                  | 23 metrů vysoký akát roste v obci na dvoře č. 25. |
| Dub, jilm a jasan v Malíkově       |                                                                                 | Malíkov nad Nežárkou                                   | dub letní (1) jasan ztepilý (1) jilm horský (1)    | 331          | 104360 Q26779015 |                                                                  | 3 stromy rostou u příjezdové komunikace do obce. |
| Malíkovská lípa                    | Malíkovská lípa                                                                 | Malíkov nad Nežárkou                                   | lípa malolistá                                     | 332          | 102929 Q26787950 |                                                                  | 22 metrů vysoká lípa roste v centru obce u vjezdu k č. 14 proti rybníčku. |
| Zahrádecké duby                    | Zahrádecké duby                                                                 | Malý Pěčín                                             | dub letní (3)                                      |              | 102909 Q26778984 | Kategorie „Zahrádecké duby“ na Wikimedia Commons                 | 3 duby rostou u Zahrádeckého rybníka. |
| Dub Emy Destinnové                 |                                                                                 | Mláka 49°2′13″ s. š., 14°51′23″ v. d.                  | dub letní                                          | 560          | 102990 Q26787991 |                                                                  | 22 metrů vysoký dub roste na břehu Nové řeky, ze silnice na Stříbřec za mostem přes Novou řeku vpravo, u pomníčku E. Destinnové. |
| Dub v Mláce                        |                                                                                 | Mláka 49°3′53″ s. š., 14°50′58″ v. d.                  | dub letní                                          | 660          | 102980 Q26787982 |                                                                  | 19 metrů vysoký dub roste v obci u místní komunikace. |
| Buk na Zvůli †                     |                                                                                 | Mosty                                                  | buk lesní                                          | 565          | 102966 Q26787971 |                                                                  | 25 metrů vysoký buk roste v osadě Zvůle mezi chatami na svahu lesního pozemku, od hospody na západ k č. 10. Torzo stromu bylo po vichřici pokáceno 22.07.2021. Ochrana zrušena 21.07.2025. |
| Dub na Meteli †                    |                                                                                 | Nítovice 49°9′2″ s. š., 14°47′8″ v. d.                 | dub letní                                          | 530          | 103009 Q26788009 |                                                                  | 27 metrů vysoký dub roste proti statku a pile u Metele. Ochrana zrušena 8. srpna 2024. |
| Kalopanax pestrý                   |                                                                                 | Nová Bystřice                                          | kalopanax pestrý                                   | 274          | 102969 Q26787974 |                                                                  | 14 metrů vysoký kalopanax roste na terase bývalého zámeckého parku v centru města. |
| Lípa na Brabci                     |                                                                                 | Nová Včelnice                                          | lípa malolistá                                     | 500          | 102935 Q26787954 |                                                                  | 24 m vysoká lípa roste na okraji osady Brabec u silnice směrem na Zdešov u autobusové zastávky. |
| Lípa u Černých                     |                                                                                 | Nová Včelnice                                          | lípa malolistá                                     | 184          | 102917 Q26787938 |                                                                  | 15 m vysoká lípa roste uprostřed rozparcelovaných zahrádek upanské cesty ke hřbitovu. Typický habitus lípy, větve až na zem, velmi vitální, mimořádně krásný exemplář. |
| Dub u Jemčiny                      |                                                                                 | Novosedly nad Nežárkou 49°5′48″ s. š., 14°50′53″ v. d. | dub letní                                          | 490          | 102972 Q26787978 |                                                                  | 23 metrů vysoký dub roste u silnice na Novosedly a mostu přes Nežárku. |
| Lípa v Novém Vojířově              |                                                                                 | Nový Vojířov                                           | lípa malolistá                                     | 665          | 103008 Q26788008 |                                                                  | 26 m vysoká lípa roste u silnice Nový Vojířov – Lhota proti hospodářské budově. Dnes pozemek č. 1745. |
| Lípa v Okrouhlé Radouni            |                                                                                 | Okrouhlá Radouň                                        | lípa malolistá                                     | 560          | 102933 Q26787952 |                                                                  | 20 m vysoká lípa roste v blízkosti okružní cesty, na okraji obce v polích směrem ke kravínu, poblíž posledního stavení. |
| Dub v poli u Oldřiše               |                                                                                 | Oldřiš u Blažejova                                     | dub letní                                          | 344          | 102904 Q26787929 |                                                                  | 25 metrů vysoký dub roste na ostrůvku v poli. |
| Sedláčkovy lípy                    | Sedláčkovy lípy                                                                 | Otín u Jindřichova Hradce                              | lípa malolistá (3)                                 | 520          | 102960 Q26779010 |                                                                  | 3 lípy (406/520/430 cm, 27/28/25 m, 250–300 let) rostou v obci na svažitém pozemku u č. 112, na pravém břehu potoka Řečička. |
| Stromy v Otíně                     |                                                                                 | Otín u Jindřichova Hradce                              | dub letní (1) javor klen (3) lípa velkolistá (1)   | 305          | 102940 Q26790886 |                                                                  | 3 kleny (obvod 256, 260 a 290 cm, výška 24–26 m, věk 150 let), dub (250 cm, 22 m, 150 cm) a lípa (305 cm, 30 m, 200 let) rostou v řadě u statku číslo 23. |
| Pečský habr                        | Pečský habr                                                                     | Peč 49°3′25″ s. š., 15°23′38″ v. d.                    | habr obecný                                        | 240          | 105683 Q26790229 | Kategorie „Pečský habr“ na Wikimedia Commons                     | V obci na návsi pod hrází Dolního rybníka. |
| Lípy u Pejdlovy Rosičky            | Lípy u Pejdlovy Rosičky                                                         | Pejdlova Rosička                                       | lípa malolistá (2)                                 | 350          | 102932 Q26779013 |                                                                  | 2 lípy (350/273 cm, 27 m, 150 let) rostou pod úpatím svahu u bývalé tvrze u křížku. |
| Jilm v Políkně                     |                                                                                 | Políkno u Jindřichova Hradce                           | jilm horský                                        | 460          | 102928 Q26787949 |                                                                  | 30 metrů vysoký jilm roste za humny u zadního výjezdu ze statku č. 3. |
| Lípa na kopci v Políkně u cesty †  |                                                                                 | Políkno u Jindřichova Hradce                           | lípa malolistá                                     | 385          | 102916           |                                                                  | 28 m vysoká lípa roste na zahradě za č. 17, nedaleko retranslační stanice. Ochrana stromu zrušena roku 2013. |
| Lípa za humny                      |                                                                                 | Políkno u Jindřichova Hradce                           | lípa malolistá                                     | 390          | 102914 Q26787935 |                                                                  | 29 m vysoká lípa roste za stodolou u č. 16. |
| Dub u Vohnoutků †                  |                                                                                 | Ponědrážka                                             | dub letní                                          | 475          | 102962           |                                                                  | 23 metrů vysoký dub rostl na levém břehu Lužnice, asi 290 m od samoty U Vohnoutků. Ochrana zrušena 13. ledna 2010, strom začal v roce 2003 odumírat. |
| Dub v Popelíně                     |                                                                                 | Popelín                                                | dub letní                                          | 460          | 102938 Q26787956 |                                                                  | 26 metrů vysoký dub rostl na okraji zámeckého rybníka, pod lesoparkem, poblíž novostavby RD. Zanikl na přelomu let 2018 a 2019. |
| Dub v Bažantnici                   |                                                                                 | Příbraz                                                | dub letní                                          | 495          | 102930 Q26787951 |                                                                  | 22 metrů vysoký dub roste u samoty – zemědělského statku v lokalitě Bažantnice. |
| Dub u Krylovce                     |                                                                                 | Radouňka                                               | dub letní                                          | 460          | 102915 Q26787937 |                                                                  | 30 metrů vysoký dub roste na okraji hráze rybníka Krylovec, při přepadu z rybníka, návodní strana. |
| Lípa u Pazderny                    |                                                                                 | Radouňka                                               | lípa malolistá                                     | 470          | 103007 Q26788006 |                                                                  | 28 metrů vysoká lípa roste na konci oboustranné aleje dubů od obory po pravé straně cesty a rybníkem Pazderna. |
| Lípa u silnice k Lodhéřovu         |                                                                                 | Radouňka                                               | lípa malolistá                                     | 445          | 103005 Q26788004 |                                                                  | 25 metrů vysoká lípa roste u silnice směr Lodhéřov za oborou. |
| Vrba u Krylovce                    |                                                                                 | Radouňka                                               | vrba křehká                                        | 80           | 103006 Q26788005 |                                                                  | 12 metrů vysoká vrba roste poblíž rybníka na mírném svahu u cesty vedoucí kolem zdi obory. |
| Buk, jilm a lípy za humny          |                                                                                 | Ratiboř u Jindřichova Hradce                           | buk lesní (1) jilm polní (1) lípa malolistá (4)    | 380          | 102946 Q26790864 |                                                                  | Buk (380 cm, 24 m, 115 let), jilm (330 cm, 26 m, 115 let) a tři lípy (168–244 cm, 18–21 m, 100 let) rostou na okraji obce za statky a podél místní komunikace od křižovatky na Barboru. |
| Ratibořské lípy †                  |                                                                                 | Ratiboř u Jindřichova Hradce                           | lípa malolistá (2)                                 | 470          | 102948 Q26778996 |                                                                  | 2 lípy (400/470 cm, 26/27 m, 250 let) rostly na návsi u kapličky. Lípy byly pokáceny, aniž by byla zrušena jejich ochrana.[zdroj?] |
| Rodvínovský dub                    | Rodvínovský dub                                                                 | Rodvínov                                               | dub letní                                          | 530          | 102944 Q12049596 |                                                                  | 34 metrů vysoký dub roste za velkým statkem č. 12, mezi stodolou a kůlnou, nedaleko zelezničního přejezdu. |
| Jasan u Dolního mlýna              |                                                                                 | Řečice                                                 | jasan ztepilý                                      |              | 102910 Q26787932 |                                                                  | U příjezdové cesty k Dolnímu mlýnu. |
| Skrýchovský klen                   | Skrýchovský klen                                                                | Skrýchov                                               | javor klen                                         | 480          | 105110 Q26789678 | Kategorie „Skrýchovský klen“ na Wikimedia Commons                | 200 let starý klen roste na okraji místní části Skrýchov ve směru na Studenou, na volném prostranství za stodolou. |
| Buk na Skalkách                    |                                                                                 | Staňkov 48°59′19″ s. š., 14°57′27″ v. d.               | buk lesní                                          | 480          | 103002 Q26788001 |                                                                  | 23 metrů vysoký buk roste ve skalkách za Staňkovským rybníkem, vpravo od lomečku u cesty; 20. července 2000 rozlámána ze 70 % koruna při vichřici. |
| Lípa u lomu                        |                                                                                 | Staňkov 48°59′24″ s. š., 14°57′18″ v. d.               | lípa malolistá                                     | 510          | 103001 Q26788000 |                                                                  | 17 metrů vysoká lípa roste ve skalkách za Staňkovským rybníkem, vlevo v poli za lomečkem. |
| Dub u Starého Vdovce 1             |                                                                                 | Stará Hlína 49°1′55″ s. š., 14°49′58″ v. d.            | dub letní                                          | 770          | 102994 Q26787994 |                                                                  | Mrtvé torzo stromu zvaného První bratr stojí na vnější hráze rybníka Starý Vdovec u Vitmanova. |
| Dub u Starého Vdovce 2             |                                                                                 | Stará Hlína 49°1′56″ s. š., 14°49′56″ v. d.            | dub letní                                          | 660          | 102993 Q26787993 |                                                                  | Suchý strom zvaný Druhý bratr stojí na vnější hráze rybníka Starý Vdovec u Vitmanova. |
| Dub u Starého Vdovce 3             |                                                                                 | Stará Hlína 49°1′56″ s. š., 14°49′55″ v. d.            | dub letní                                          | 750          | 102992 Q8549412  |                                                                  | Poslední živý ze Tří bratrů stojí na vnější hráze rybníka Starý Vdovec u Vitmanova. |
| Duby na hrázi Rožmberka            |                                                                                 | Stará Hlína 49°2′53″ s. š., 14°45′30″ v. d.            | dub letní (76)                                     | 662          | 102974 Q26790853 | Kategorie „Památné stromořadí u Rožmberka“ na Wikimedia Commons  | 76 dubů roste na hrázi rybníka Rožmberk; obvody kmenů: 310 cm až 662 cm. |
| Dub u Budínského rybníka           |                                                                                 | Stříbřec 49°1′30″ s. š., 14°52′16″ v. d.               | dub letní                                          | 570          | 102981 Q26787983 |                                                                  | 19 metrů vysoký dub roste na návětrné straně rybníka Budínského. |
| Stříbřecká hrušeň                  |                                                                                 | Stříbřec 49°1′41″ s. š., 14°52′40″ v. d.               | hrušeň obecná                                      | 360          | 102995 Q26787996 |                                                                  | 10 metrů vysoká hrušeň roste v za vsí na mezi bývalé polní cesty (za kostelem vlevo). |
| Lípy za hotelem                    | Lípy za hotelem                                                                 | Studená 49°11′13″ s. š., 15°17′7″ v. d.                | lípa malolistá (4)                                 | 332          | 102953 Q26779019 | Kategorie „Lípy za hotelem (Studená)“ na Wikimedia Commons       | 4 lípy (278/300/332/314 cm, 23/24/27/25 m, 180 let) rostou v obci na mezním pozemku mezi zahradami za hotelem Bartušek; součást registrovaného VKP. |
| Marků buk                          | Marků buk                                                                       | Sumrakov                                               | buk lesní                                          | 548          | 104635 Q26789297 |                                                                  | Roste na pozemku KN 535 k. ú. Sumrakov. |
| Světecká lípa                      |                                                                                 | Světce                                                 | lípa malolistá                                     | 654          | 102949 Q26787962 |                                                                  | Z 26 metrů vysoké lípy rostoucí na svažité křižovatce u statku za stodolou zbylo cca třímetrové torzo, z něhož vyráží výmladky. |
| Jilm u Hradecké brány              | Jilm roste mezi domy cca 80-100 m od Jindřichohradecké brány na výjezdu vpravo. | Třeboň 49°0′17″ s. š., 14°46′26″ v. d.                 | jilm vaz                                           | 385          | 102911 Q26787933 |                                                                  | 22 metrů vysoký jilm roste na dvoře zbořeného domu cca 80 m od Jindřichohradecké brány. |
| Lípa u Opatovického mlýna          | Lípa u silnice Třeboň-Branná u Opatovického mlýna.                              | Třeboň 48°59′16″ s. š., 14°46′44″ v. d.                | lípa malolistá                                     | 580          | 103004 Q26788003 |                                                                  | 24 metrů vysoká lípa roste u silnice Třeboň-Branná u Opatovického mlýna, pod stromem socha. |
| Lípa v Prokopském dvoře            |                                                                                 | Velký Ratmírov                                         | lípa malolistá                                     | 288          | 102957 Q26787969 |                                                                  | 30 m vysoká lípa roste uprostřed dvora zemědělské usedlosti Prokopský dvůr. |
| Vesecké duby                       |                                                                                 | Vesce u Dačic                                          | dub letní (5)                                      |              | 102907 Q26778991 | Kategorie „Vesecké duby“ na Wikimedia Commons                    | 5 dubů roste v západní části obce, na hrázi rybníka. |
| Lípy a olše ve Vlčetínci           |                                                                                 | Vlčetínec                                              | lípa velkolistá (2) olše lepkavá (1)               | 446          | 102925 Q26778994 | Kategorie „Lípy a olše (Vlčetínec)“ na Wikimedia Commons         | U příjezdové cesty a východního rohu stavení č. 12. Ze 3 stromů se dochovaly jen 2. Původně dvě lípy (446 cm, 24 m, 300 let) a dvojkmen 225 + 221 cm, 26 m, 200 let) a olše (236 cm, 23 m, 90 let).                                                                                                   |
| Žítečská hrušeň †                  |                                                                                 | Žíteč                                                  | hrušeň obecná                                      | 240          | 102997           |                                                                  | 12 metrů vysoká hrušeň roste na severním okraji vsi, u plotu zahrady u č. 30 (první odbočka ve vesnici vpravo za humna). Ochrana byla ukončena 13. ledna 2010, strom fakticky zanikl již kolem roku 1994.                                                                                             |